# Tunga (loppor)
Tunga är ett släkte av loppor. Tunga ingår i familjen Tungidae.

## Arter
Följande arter hör till släktet tunga:
- Tunga bondari
- Tunga caecata
- Tunga caecigena
- Tunga callida
- Tunga libis
- Tunga monositus
- Tunga penetrans
- Tunga terasma
- Tunga travassosi